# MAN Bus
MAN Bus Sp. z o.o. – polska spółka należąca do koncernu MAN, specjalizująca się w produkcji autobusów miejskich. Posiada zakład produkujący szkielety stalowe autobusów, podwozia autobusowe i podzespoły do nich w Starachowicach. W latach 2003–2009 spółka nosiła nazwę MAN STAR Trucks & Buses Sp. z o.o., a poprzednio Star Trucks Sp. z o.o..

## Historia

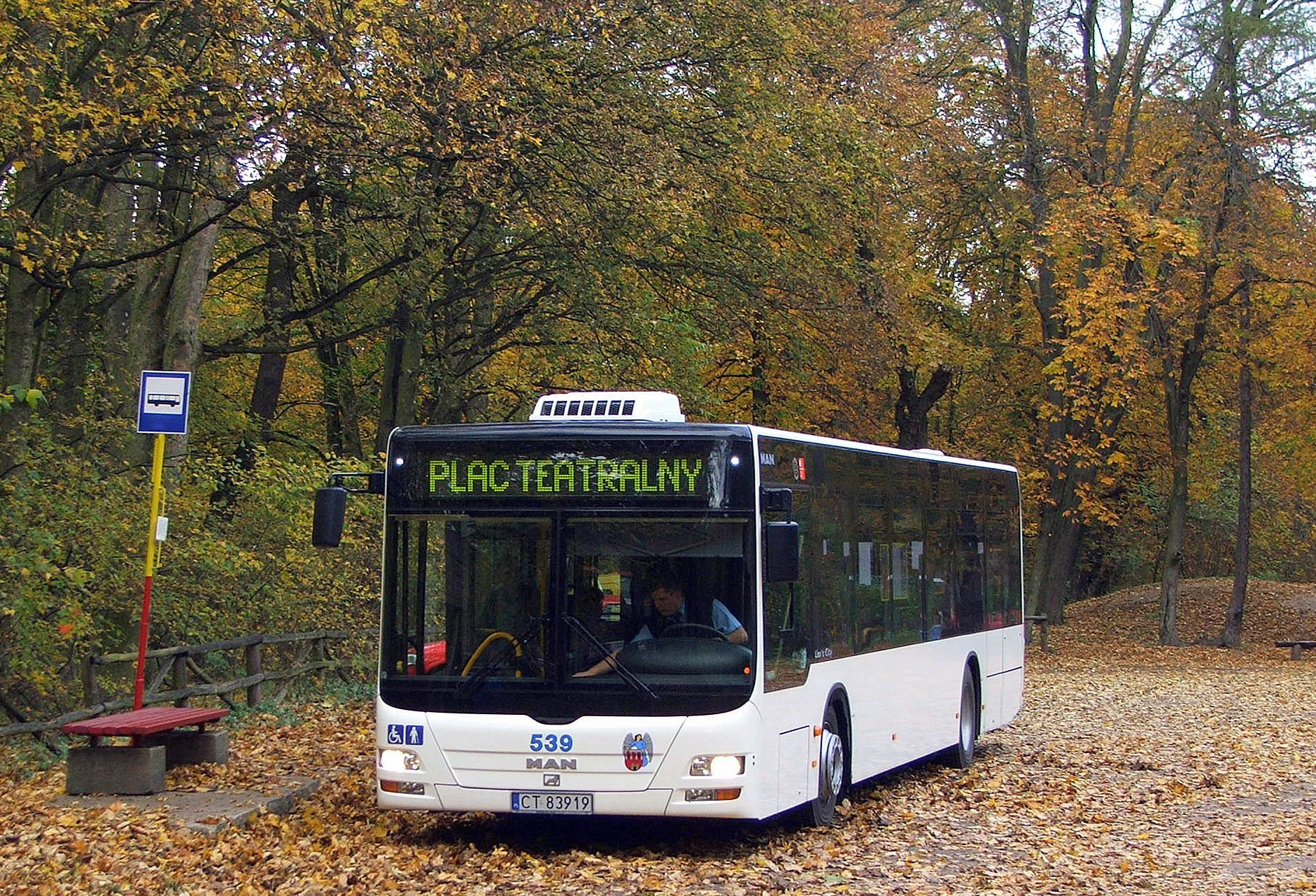
MAN Lion’s City w Toruniu

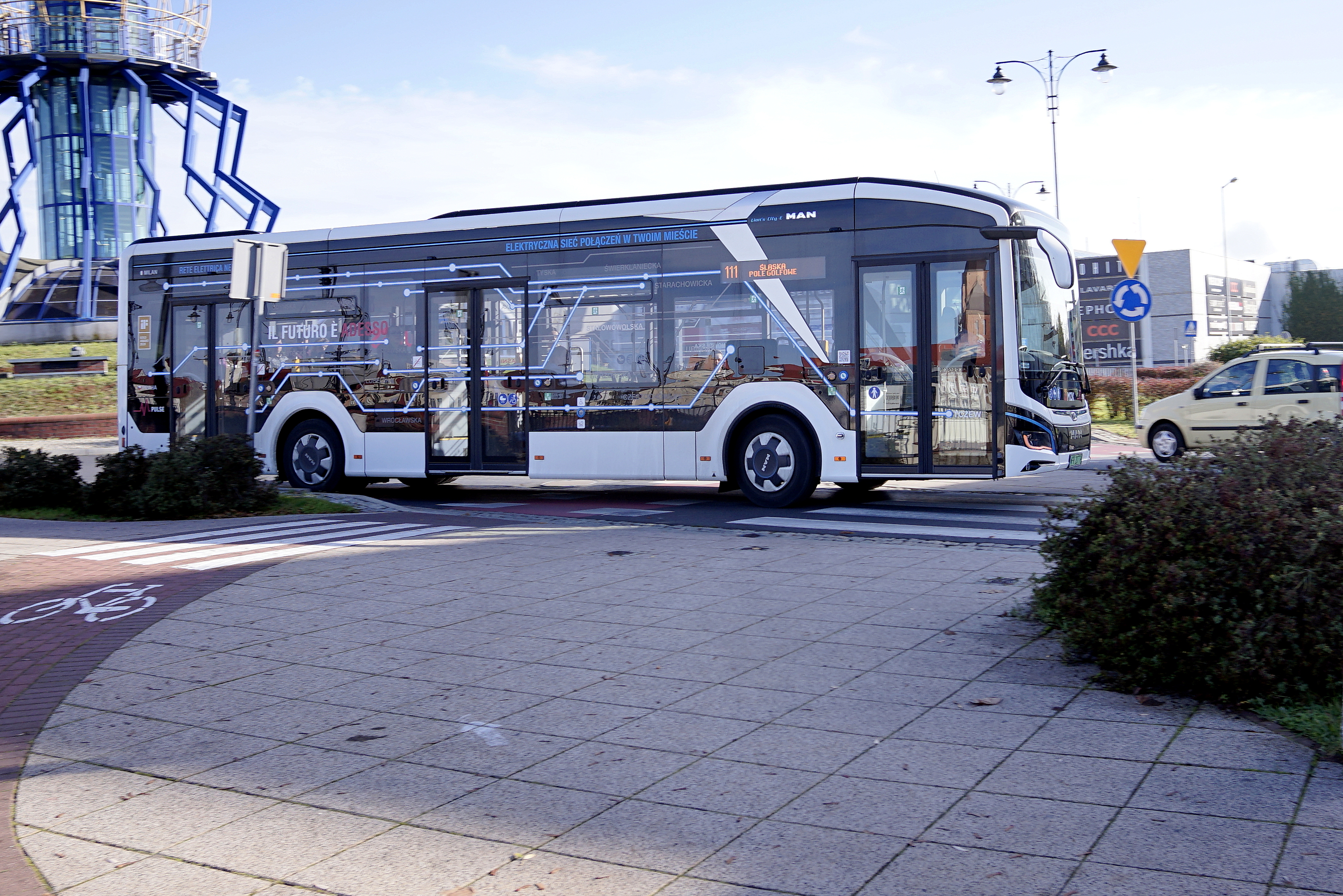
MAN Lion`s City E

Obecna spółka MAN Bus została utworzona w 1999 roku jako Star Trucks Sp. z o.o. w Starachowicach (umowa spółki została zawarta 24 września tego roku). Spółka powstała w oparciu o zasadniczą część majątku dawnej Fabryki Samochodów Ciężarowych „Star” produkującej samochody ciężarowe, sprywatyzowanej, a następnie kupionej 17 grudnia 1999 roku od Grupy Zasada przez niemiecki koncern MAN. W 2003 roku zmieniono nazwę spółki na MAN STAR Trucks & Buses Sp. z o.o. w Starachowicach (pierwotnie do 2004 roku w formie: MAN STAR Trucks & Busses).
Decyzja o budowie zakładu produkcji autobusów w Sadach koło Poznania zapadła jeszcze w 1996 roku. Dwa lata później, 7 kwietnia 1998 r., nastąpiło oficjalne otwarcie fabryki. Przed uruchomieniem produkcji w Sadach realizowano montaż ciężarówek i autobusów MAN w wynajętej hali zakładów im. H. Cegielskiego. W ten sposób koncern omijał ograniczenia celne. W początkowym okresie w Sadach montowano również samochody ciężarowe MAN. W dniu 21 stycznia 1999 r. powstał 100. autobus. W 2000 roku po powstaniu grupy Neoman, obejmującej część autobusową MAN AG i Neoplana, podjęto decyzję o utworzeniu w Polsce centrum produkcji korpusów autobusów miejskich tej grupy. W tym celu w kwietniu 2002 roku odłączono zakład w Sadach od części handlowej, tworząc spółkę MAN Bus Polska Sp. z o.o.. W dniu 31 lipca 2003 roku doszło do połączenia spółki MAN Bus Polska w drodze jej przejęcia przez MAN STAR Trucks & Buses, przy tym siedzibą połączonych spółek stały się Sady. W tym samym roku w oddziale w Starachowicach uruchomiono produkcję szkieletów nadwozi i komponentów autobusowych. Powstają tam również szkielety autobusów dla zakładów Neoman w Salzgitter oraz wiązki kablowe dla potrzeb innych zakładów grupy Neoman i MAN Nutzfahrzeuge A.G. W sierpniu 2003 r. został wyprodukowany i przekazany klientowi 1000. autobus. W 2004 r. oba zakłady firmy otrzymały certyfikaty ISO 9001-2000. W 2006 w zakładzie w Sadach został wyprodukowany pierwszy autobus miejski z silnikiem napędzanym CNG.
Od 2003 roku MAN STAR Trucks & Buses jest największym producentem i eksporterem autobusów w Polsce. Produkuje jedynie autobusy miejskie.
Po przejęciu przez MAN AG przez kilka lat dawna fabryka Star w Starachowicach produkowała ciężarówki. Najpierw własnej konstrukcji, potem modele z dużym udziałem części koncernu MAN, takich jak kabiny kierowcy i silniki. Ze względu na stosunkowo niewielką produkcję i sprzedaż sięgającą w końcowym okresie kilkaset sztuk w 2004 roku przeniesiono ją do zakładów MAN w Austrii w Steyr (byłe zakłady Steyr). W Starachowicach pozostała jedynie niewielka produkcja ciężarówek dla wojska, która zakończona została w 2006–2007 roku.  W strukturach MAN zakład w Starachowicach stał się w 2007 roku centrum kompetencyjnym produkcji autobusów.
8 stycznia 2009 roku nastąpiła zmiana nazwy spółki z MAN Star Trucks & Buses Sp. z o.o. na obecną MAN Bus Sp. z o.o..
Jesienią 2007 roku prawdopodobnie w tej fabryce uruchomiono produkcję największego autobusu miejskiego MAN Lion’s City GXL, o długości 20,45 m. Pierwszym dużym odbiorcą jest St. Gallen w Szwajcarii. Wszystkie autobusy dla tego miasta będą wyposażone w poziomy silnik MAN D20 Common Rail spełniający wymogi normy Euro 5 i jeszcze ostrzejszej normy EEV.
W ramach restrukturyzacji produkcji autobusów w grupie Neoman w Sadach w latach 2008–2009 produkowane były autobusy Neoplan Centroliner N4516 (typ 486). Najwięcej tych pojazdów powstało w 2008 roku w związku z dostawami do Dubaju.
Od 29 sierpnia 2011 roku w fabryce w Starachowicach produkowane są szkielety konstrukcji nadwozia autobusów turystycznych Neoplan Cityliner i Skyliner oraz piętrowego autobusu miejskiego MAN Lion’s City DD. 
Zdolność produkcyjna szkieletów autobusowych wynosi do 2400 szt./r., zaś gotowych autobusów – 1400 szt./r. Produkcja stopniowo rosła: 2001 – 247 szt., 2002 – 239 szt., 2003 – 438 szt., 2004 – 583 szt., 2005 – 624 szt., 2006 – 890 szt., 2007 – 956 szt., 2008 – 1353 szt., 2009 – 1532 szt., 2010 – 1267 sztuk. Poza gotowymi autobusami co roku powstaje kilkaset sztuk szkieletów autobusów z przeznaczeniem na eksport. Ich produkcja dla zakładów w Niemczech oraz Turcji stopniowo malała: 2005 – 456 szt., 2006 – 381 szt., 2007 – 281 szt., 2008 – 117 sztuk. Firma produkuje również kompletne podwozia przeznaczone na eksport. W 2008 roku wyprodukowano 858 szt., 2009 – około 300 szt., 2010 – ponad 600 sztuk. Eksport gotowych autobusów stopniowo rośnie: 2001 – 119 szt., 2002 – 132 szt., 2003 – 368 szt., 2004 – 550 szt., 2005 – 548 szt., 2006 – 777 szt., 2007 – 907 szt., 2008 – 1347 szt., 2009 – 1504 szt., 2010 – 1169 sztuk. Zakład MAN w Starachowicach dysponuje m.in. instalacją do katodowego lakierowania zanurzeniowego (KTL), spełniającą najwyższe wymagania pod względem zabezpieczenia antykorozyjnego.
W 2016 roku zamknięto zakład w Sadach, a w 2017 roku siedzibę spółki przeniesiono do Starachowic, tworząc oddział w Poznaniu.
Od 2019 roku w dawnym zakładzie w Sadach odbywa się szczątkowy montaż autobusów.

## Aktualna oferta
- MAN Lion’s City
- MAN Lion’s City G
- MAN Lion’s City GL
- MAN Lion’s City GXL
- MAN Lion’s City LL
- MAN Lion’s City M

## Modele historyczne
- MAN NG 312
- MAN NG 313
- Neoplan Centroliner N4516